# 4821 Bianucci
A 4821 Bianucci (ideiglenes jelöléssel 1986 EE5) a Naprendszer kisbolygóövében található aszteroida. Giovanni de Sanctis fedezte fel 1986. március 5-én.